# EMREX
EMREX je protokol za elektroničku i međunarodnu razmjenu obrazovnih podataka kojeg razvija međunarodna mrežna EUG (Emrex User Group). Njegovi korijeni leže u projektu Europske unije (2015. – 2017). čiji je cilj bio povećati raspoloživost, kvalitetu i pouzdanost elektroničkih podataka studenata te na taj način doprinijeti cilju Europske unije za 2020. godinu u skladu s kojima 20 % studenata Unije treba biti međunarodno mobilno.. 

## Funkcionalnost EMREX-a
EMREX klijent (EMC) i EMREX kontaktna točka (EMP) u skladu su s ELMO formatom. ELMO XML format temelji se na CEN standardu EN 15981-2011 EuroLMAI. ELMO je podatkovni model koji opisuje ocjenjivanje diploma, dodataka diplomama te prijepisa ocjena u sustavu srednjeg i visokog obrazovanja, a mogu ga koristiti i drugi projekti i organizacije, npr. Erasmus bez papira (EWP).
Bilo koji akter može stajati iza EMP-a, npr. visoko učilište, organizacija ili pružatelj podataka na nacionalnoj razini pod uvjetom da je taj akter prihvaćen kao pouzdan izvor podataka na mreži. Svatko može postati EMC. Sve specifikacije i softver temelje se na otvorenom kodu i mogu se pronaći na Githubu.

## Primjena EMREX-a
U ovom trenutku EMREX se koristi u više zemalja Europske unije.
U Hrvatskoj je Agencija za znanost i visoko obrazovanje u suradnji s Ministarstvom uprave krajem kolovoza 2018. pokrenula EMREX EMP te time omogućila novu uslugu e-Razmjena studentskih ocjena koja je dostupna na portalu e-Građani na kojem student visokog učilišta uz bilo kojem trenutku mogu besplatno zatražiti elektronički prijepis ocjena te ga učitati na mrežnu stranicu visokog učilišta na koje odlazi na studentsku razmjenu.[nedostaje izvor]
EMREX je u Finskoj pokrenuo CSC – IT Centar za znanost. CSC je neprofitna organizacija u vlasništvu države i visokooobrazovnih ustanova, a pruža stručne usluge u području obrazovanja, kulture, istraživanja i javne administracije.
U Njemačkoj Sveučilište Georg-Augustus u Götingenu upravlja EMP-om.
EMREX u Nizozemskoj u nadležnosti je DUO-a, izvršne agencije nizozemskog ministarstva obrazovanja, kulture i znanosti, a u Norveškoj se koristi u sustavu obrazovanja i tržišta rada te uključuje Norveški registar diploma (Vitnemålsportalen).
U Poljskoj se EMREX primjenjuje na svečilištima u Varšavi, Krakovu, Poznanju, Toruńu, Lublinu, Opoleu i Białystoku, a u Švedskoj je EMREX dio Ladok sustava Ladok je informacijski sustav za pohranjivanje akademskih podataka u Švedskoj, a obuhvaća većinu visokih učilišta u toj zemlji.